# Клегг, Джонни
Джонни  Клегг OBE (англ. Johnny Clegg, 7 июня 1953, Рочдейл — 16 июля 2019, Йоханнесбург) — южноафриканский певец, музыкант и автор песен.

## Биография
Родился и жил в Великобритании, впоследствии стал музыкантом в Южной Африке, где записал со своими коллективами Juluka и Savuka множество  альбомов. В последнее время продолжал выступление как сольный исполнитель, пока снова не воссоединился со своими партнёрами по группе. Джонни Клегга порой называли Le Zoulou Blanc («Белый Зулу»), считая его важной фигурой в развитии южноафриканской музыки. Песни Джонни Клегга содержат соединение зулу, английских текстов и различной музыки Чёрного континента.

## Молодость и карьера
Клегг родился в Великобритании в графстве Ланкашир. Члены семьи матери Джонни Клегга были еврейскими иммигрантами из Литвы и Польши. Клегг получил еврейское воспитание. Уже в юности Джонни Клегг, который вырос в Великобритании, побывал в Израиле, Родезии (ныне Зимбабве), Замбии и в Южной Африке, начал интересоваться музыкой зулусского народа и принимать участие в традиционных танцевальных конкурсах зулу.
Будучи молодым человеком, на ранних стадиях музыкальной карьеры он объединил свою музыку с изучением антропологии, предмета, который он также преподавал некоторое время в Университете Витватерсранда в Йоханнесбурге, где находился под влиянием работ антрополога Дэвида Вебстера, убитого в 1989 году.
В 1969 году Клегг сформировал первую смешанную южноафриканскую группу Juluka и начал зарабатывать деньги как музыкант. Так как его песни носили политический характер, а это было незаконно в Южной Африке во время апартеида, правительство было против, чтобы он со своей группой выступал с концертами.
Музыка Джонни Клегга носила политический характер, в них пелось про политическую систему, про расовое разделение. Может быть, поэтому группа и получила столь огромную славу и успех. Например, название альбома  Work for All   (которая включает в себя песни с таким же названием) взял для себя в качестве лозунга южноафриканский профсоюз Торговли в Южной Африке в середине 80-х.
Более поздний альбом группы Savuka с  песней  Asimbonanga, в которой содержится призыв к освобождению Нельсона Манделы и который содержал имена трёх мучеников, представителей Южно-Африканской освободительной борьбы — Стива Бико, Виктории Мксенге и Нила Аггетта. В результате исполнения этого альбома Клегга и других членов группы несколько раз арестовывали, а концерты запрещали.

## Успехи
Группа Juluka совершили поездку в Европу, ими было создано два платиновых альбома и пять золотых альбомов, которые ознаменовались международным успехом. Juluka была расформирована в 1986 году. Клегг продолжал свою деятельность и создал вторую межрасовую группу, Savuka, продолжая смешивать стили африканской музыки с европейскими стилями.
Альбомы  Shadow Man (который был продал 250 000 копий в течение недели после его выхода, более 1 млн копий было продано только во Франции), и   Crazy, Beautiful World,  а также «Варшава 1943» и «Один человек, один голос» затрагивали политические темы.
Альбомы Third World Child и Shadow Man заняли 1-е и 2-е места во Франции, группа Джонни Клегга стала самым успешной иностранной группой во Франции и возглавила чарты в Монреале, Квебеке, Канаде.
В разгар успеха группы в 1988 году Майклу Джексону пришлось отменить своё шоу в Лионе во Франции, так как он привлекал меньшую аудиторию, чем Джонни Клегг и Savuka. Их последний альбом Heat, Dust and Dreams был номинирован на Грэмми за лучший альбом в категории World Music.

## Турне
В середине 1990-х годов, Клегг с реформированной группой Juluka гастролировал по всему миру, включая турне по США в 1996 году, на котором «Король Солнечного Ада», как прозвали Джонни Клегга, был на разогреве. Название группы Juluka основано на языке зулу. Название группы Savuka тоже основано на этом языке и означает «мы поднялись» или «мы проснулись».
Джонни Клегг и его группа часто совершали международное турне в мае-августе (во время южноафриканской зимы) во Франции и соседних странах.
В июне 2004 года Джонни Клегг посетил Северную Америку в первый раз за последние восемь лет и дал 22 концерта в месяц. У его группы не было альбомов для продажи в Северной Америке в течение этих восьми лет, и никаких существенных оповещений СМИ о приезде Джонни Клегга не было.
Клегг вернулся в Северную Америку со своей группой в июле 2005 года, запланировав концерты по всей территории США и Канады. Его новый альбом One Life был выпущен 30 октября 2006 года в Великобритании.
В 2008 году сын Джонни Клегга, Джесси Клегг, выпустил свой дебютный альбом под названием «Когда я просыпаюсь». Его стиль заметно отличается от стиля исполнения Клегга-старшего. Исполняя рок-музыку, Джесси Клегг создал множество альбомов и был номинирован на две южноафриканские музыкальные премии.

## Признание
- В 1991 году Клегг был награждён французским правительством  Орденом Искусств и литературы.
- В 2007 году Клегг получил звание почётный доктор в музыке от Университета Витватерсранда.[5]
- В 2011 году Клегг получил почетную степень доктора от  школы права Городского университета Нью-Йоркa.
- В 2012 году Клеггу был вручён Орден  Икхаманги – высшая награда, которую только может получить гражданин в Южной Африке. Награда была представлена президентом Джейкобом Зумой.
- В 2012 году Клегг получил почётную степень доктора гуманитарных наук от Дартмутского колледжа Архивная копия от 4 марта 2010 на Wayback Machine, Ганновер, Нью-Хэмпшир, США.
- В 2013 году Клегг получил почётную докторскую степень в области музыки от Университета Квазулу-Натал Архивировано 7 июля 2013 года., Южная Африка.
- В 2015 году Клегг был произведён в офицеры ордена Британской империи.[6][7]

## Дискография

### Альбомы
Студийные альбомы
- 1977: World Network 9 (Duo Juluka / Ladysmith Black Mambazo)
- 1979: Universal Men (Juluka)
- 1981: African Litany (Juluka)
- 1982:  Ubuhle Bemvelo (Juluka)
- 1982:  Scatterlings  (Juluka)
- 1983:  Work For All  (Juluka)
- 1984:  Stand Your Ground (Juluka)
- 1984: Musa Ukungilandela (Juluka)
- 1984: The International Tracks (Juluka)
- 1985: Third World Child (solo version) (Johnny Clegg)
- 1987:  Third World Child (Savuka)
- 1988:  Shadow Man (Savuka)
- 1989:  Cruel, Crazy Beautiful World  (Savuka)
- 1991: Scatterlings of Africa (re-recording by Savuka)
- 1993:  Heat, Dust and Dreams  (Savuka)
- 1997:  Crocodile Love / Ya Vuka Inkunzi  (Juluka)
- 1998:  Le Rock Zoulou de Johnny Clegg / Sipho Mchunu
- 2002:  New World Survivor  (Johnny Clegg)
- 2006:  Heart of the Dancer  (Johnny Clegg)
- 2006:  One Life  (Johnny Clegg)
- 2010: Human (Johnny Clegg)
- 2017: King of Time (Johnny Clegg)

Концертные альбомы
- 1986:  The Good Hope Concerts
- 1994:  Live And Rarities  (Savuka)
- 2003:  A South African Story - Live At The Nelson Mandela Theatre
- 2003:  Best of Live

DVD
- 2003: Live! and more...
- 2006: Johnny Clegg Live at the Nelson Mandela Theatre
- 2010: Johnny Clegg 30th Anniversary Concert at Emmarentia Dam (in production)

Саундтрек
- 1992: Сила личности
- 1997: Джордж из джунглей[8]